# سورن آیوازیان
سورن میکائیلی آیوازیان (ارمنی: Սուրեն Միքայելի Այվազյան؛ ‏ انگلیسی: Suren Ayvazyan؛ ‏ زاده ۴ اوت ۱۹۳۳ – درگذشته ۱۱ سپتامبر ۲۰۰۹) زمین‌شناس و چهره اجتماعی اهل ارمنستان بود. وی چندین اثر دربارهٔ زبان‌شناسی و تاریخ ارمنستان تألیف نموده است.

## زندگی‌نامه
در ۴ اوت ۱۹۳۳ در تفلیس به دنیا آمد.  آیوازیان در سال ۱۹۶۰ باستانشناس روس، بوریس پیوتروفسکی، که در حفاری‌های شهر تیشبانی اورارتو باستان شرکت کرده بود را ملاقات نمود.  وی در ۱۱ سپتامبر ۲۰۰۹ در سن ۷۶ سالگی در ایروان درگذشت.